# 齋藤菜月
齋藤 菜月（さいとう なつき、1990年5月28日 - ）は、日本の女性タレント、ニュースキャスター。所属事務所はセント・フォース。

## 経歴・人物
三重県出身、身長166cm。慶應義塾大学文学部美学美術史学専攻卒業。
中学時代は2004年の第10回全日本国民的美少女コンテストで審査員特別賞を受賞。
大学卒業後はセント・フォースに移籍し、2013年から2014年まで日本テレビ系列の朝の情報番組『ZIP!』にレギュラー出演した。
趣味は映画・舞台鑑賞、美術館巡り。特技はアクセサリー作り、早口言葉。資格は日本漢字能力検定2級、実用英語技能検定2級、美術検定3級、学芸員の技能、資格を有する。

## 現在の出演番組
- 週刊スカパラニュース（BSスカパー!、2016年4月22日 - ） - アシスタント
- 296NEWS（ケーブルネット296、2016年5月11日 - ）
- 開運!なんでも鑑定団（テレビ東京、2016年10月 - ） - 番組コンパニオン、出張!なんでも鑑定団アシスタント、幻の逸品買いますリポーター

## 過去の出演番組

### テレビ
- ZIP!（日本テレビ、2013年4月 - 2014年3月） - 流行ニュース Boomers担当
- 今すぐ行きたい!絶景!産業遺産（BS日テレ）
- 拡散希望!セントフォース（BSスカパー!、不定期出演）
- 日替わりセントフォース（BSスカパー!、不定期出演）

### ゲーム
- プロ野球スピリッツA（2016年、コナミ） - 秘書 役[3]

## 脚註
1. ↑  日本タレント名鑑
2. ↑  感謝!なつきの菜の花日記 2014年03月29日
3. ↑  “「プロ野球スピリッツA」，週ごとに順位を競う“プロスピグランプリ”が開幕”.   4Gamer.net (2016年8月4日). 2018年3月4日閲覧。